# Cundinamarca megye
Cundinamarca Kolumbia egyik megyéje. Az ország középső részén terül el, szinte teljesen körülöleli Bogotát, az ország fővárosát, ami Cundinamarca megyének is székhelye, mégsem tartozik hozzá, hanem önálló közigazgatási egységet alkot.

## Földrajz
Az ország középső részén, az Andok hegyvonulatai között elterülő megye északon Boyacá, keleten egy nagyon rövid szakaszon Casanare, délen Meta és Huila megyékkel határos, és nagyrészt körülöleli Bogotát is, nyugati szomszédai pedig Tolima és Caldas megye.

## Gazdaság
Legfontosabb termesztett növényei a cukornád, a mangó, a banán, a citrusfélék és a krumpli, valamint az országos spenót- és salátatermelés döntő többsége is ebből a megyéből származik. Ipari árbevételének legnagyobb részét az olaj- és a tejipar, az italok előállítása és a vegyipar adja.

## Népesség
Ahogy egész Kolumbiában, a népesség növekedése Cundinamarca megyében is gyors, ezt szemlélteti az alábbi táblázat:
| Év             | Lakosság  |
| -------------- | --------- |
| 1985           | 1 512 928 |
| 1993           | 1 658 698 |
| 2005           | 2 280 037 |
| 2012 (becsült) | 2 598 245 |

## Képek

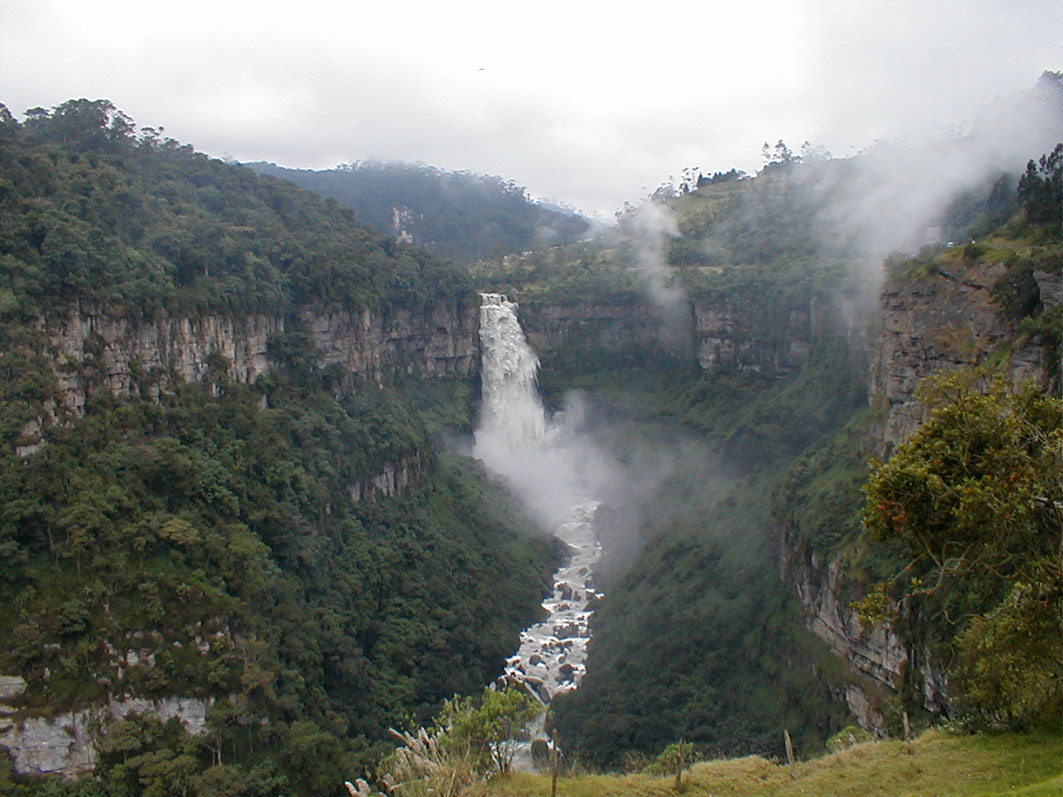
A Tequendama-vízesés
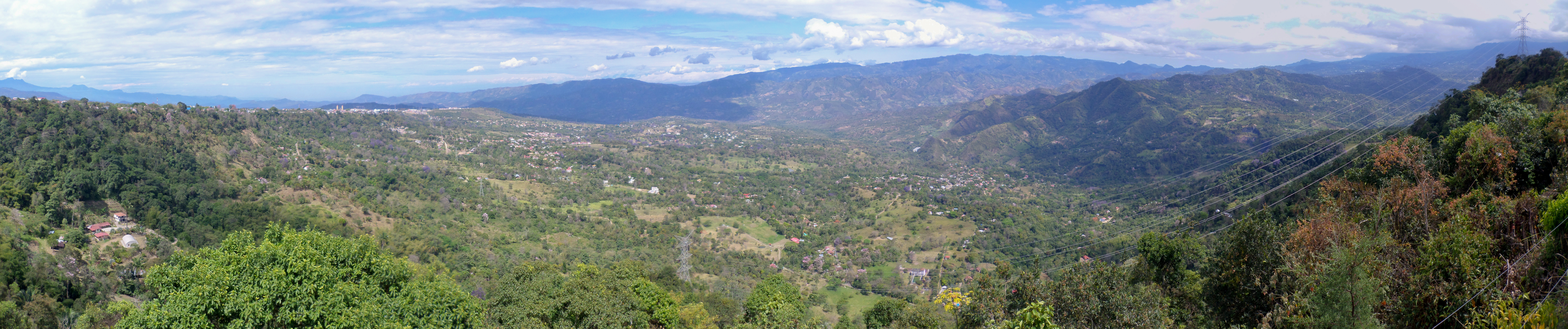
Panorámakép La Mesa községnél
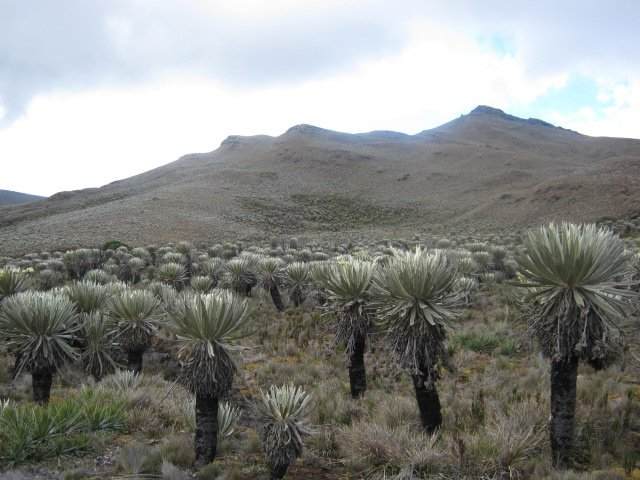
Egy páramo
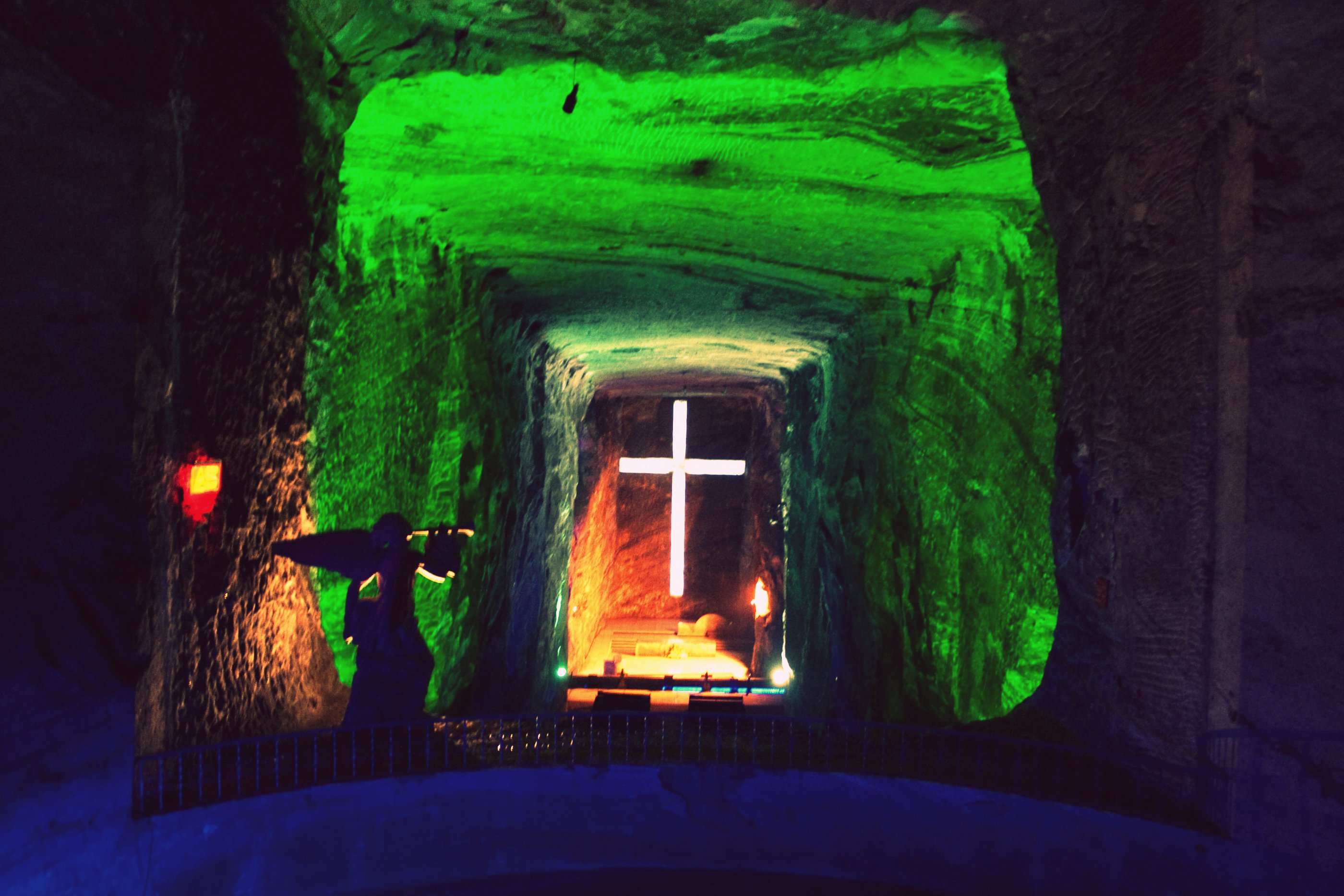
A zipaquirái Sószékesegyház
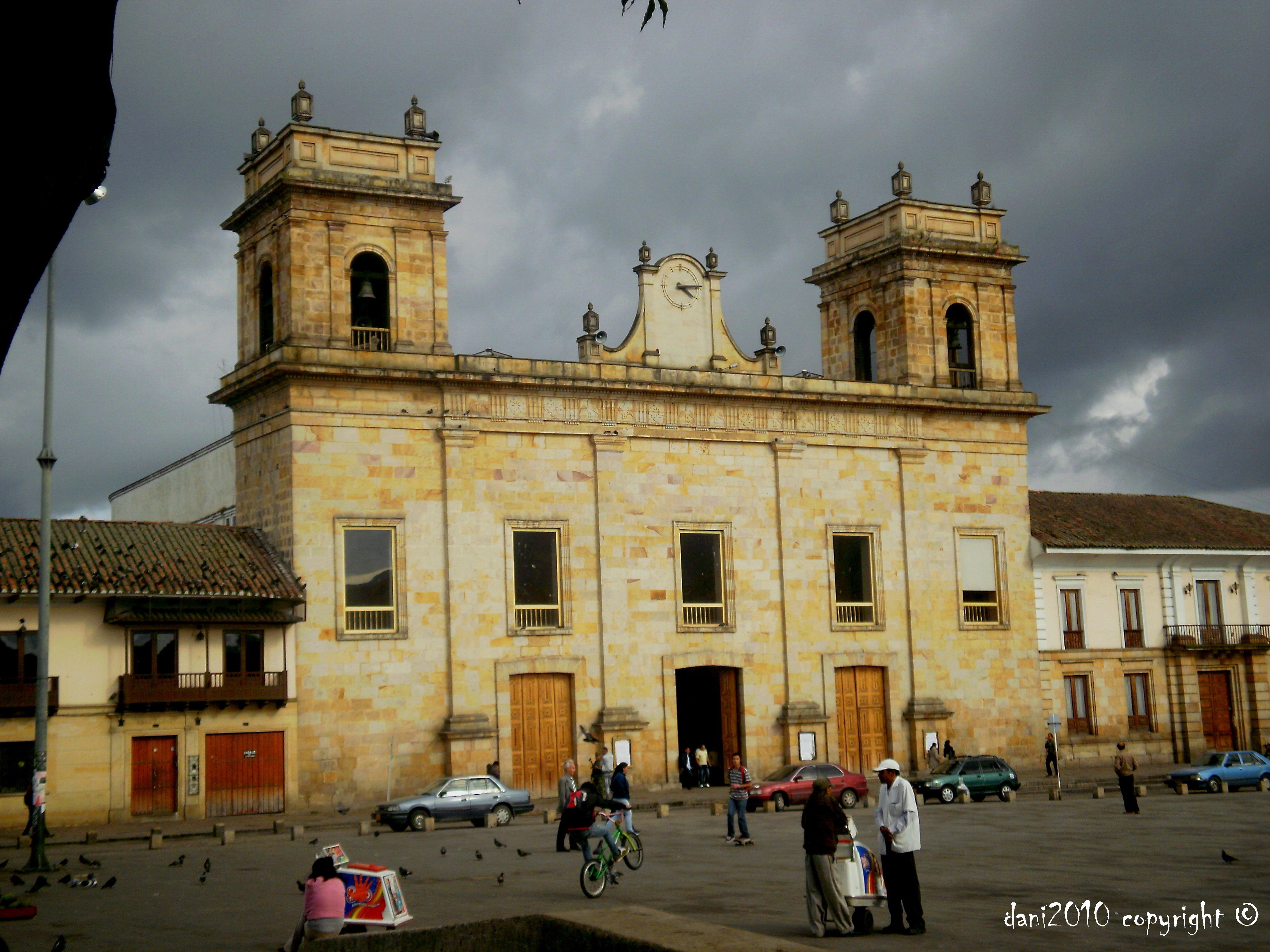
A facatativái Rózsafüzér királynője székesegyház